# Калашкова, Дагмара Ояровна
Дагмара Ояровна Калашкова (урождённая Калныня, латыш. Dagmāra Kalniņa; род. 17 февраля 1953, Новосибирск) — российская скрипачка и музыкальный педагог.
Дочь и ученица известного латвийского музыкального педагога Ояра Калныня. В 1967 году заняла второе место на международном юношеском конкурсе исполнителей «Концертино Прага». Продолжила образование в Москве, затем на протяжении многих лет играла в оркестре Большого театра, была концертмейстером вторых скрипок, затем играла первую скрипку. В 2018 году оставила работу в оркестре, чтобы сосредоточиться на педагогической деятельности.
Профессор Московского государственного института музыки имени А. Г. Шнитке, заведующая кафедрой струнно-смычкового искусства. Возглавляла жюри всероссийских детских исполнительских конкурсов и фестивалей в Зеленограде и Костроме. В 2021 году в связи с конфликтом в МГИМ имени Шнитке покинула институт.